# Nobatia

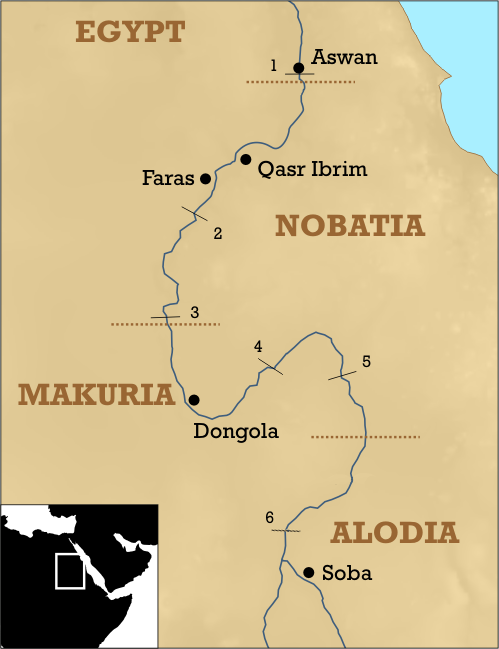
Det kristna Nubien: Nobatia i norr, Makuria i centrala Nubien och Alodia i söder.

Kungariket Nobatia var en historisk monarki som låg i nuvarande norra Sudan mellan 400-talet och 707.
Sedan kungariket Kush splittrades på 300-talet efterträddes det av de tre kungarikena Nobatia i norr, Makuria i centrala Nubien och Alodia i söder. 
Nobatia nämns först i historiska källor cirka 450. Dess huvudstad var Pachoras. Riket övergick till den koptiska kristendomen år 543, som det första av de tre nubiska kungadömena. Det annekterades av sin södra granne Makuria år 707.